# 106537 McCarthy
McCarthy (asteróide 106537) é um asteróide da cintura principal, a 1,9781856 UA. Possui uma excentricidade de 0,1440682 e um período orbital de 1 283,33 dias (3,52 anos).
McCarthy tem uma velocidade orbital média de 19,59200162 km/s e uma inclinação de 7,76274º.
Este asteróide foi descoberto em 23 de Novembro de 2000 por Jeffrey Medkeff.